# آرسنوس اسید
آرسنوس اسید (به انگلیسی: Arsenous acid) با فرمول شیمیایی H۳AsO۳ یک ترکیب شیمیایی با شناسه پاب‌کم ۵۴۵ است. که جرم مولی آن 125.94 g/mol می‌باشد. شکل ظاهری این ترکیب، فقط در محلولهای آبی وجود دارد است.